# Debro
Debro je naselje v Občini Laško.